# 마수드 페제시키안
마수드 페제시키안(페르시아어: مسعود پزشکیان,‎ 1954년 9월 29일~)은 이란의 흉부외과 의사이자 개혁주의 정치인이며 이란의 제9대 대통령이다.
타브리즈 의과대학교를 졸업하고 이란 국립의과대학교에서 박사 학위를 받았다. 이전에 페제시키안은 이란 의회에서 타브리즈(Tabriz), 오스쿠(Osku), 아자르샤르(Azarshahr) 선거구를 대표했으며 2016년부터 2020년까지 제1부의장을 역임했다. 그는 2001년부터 2005년까지 모하마드 하타미 정부에서 보건의료교육부 장관을 역임했다.
페제시키안은 1980년대 서아제르바이잔주의 피란샤르 및 나가데(Naghadeh) 군의 주지사로 선출되었다. 2013년 대선에 출마했으나 사퇴했다. 2021년 선거에 다시 출마했으나 낙선했다.
2024년 선거에서는 페제시키안의 후보 출마가 승인되었고, 7월 5일 그는 54.76%의 인기 득표율로 결선투표에서 2024년 대통령 선거에서 승리했다. 7월 30일 대통령 취임을 앞두고 있다. 69세의 나이로 이란 대통령직을 맡은 최고령자가 된다.